# فریب‌کاران و دیوانگان
فریب‌کاران و دیوانگان (انگلیسی: Frauds and Frenzies) یک فیلم صامت کمدی آمریکایی است که در سال ۱۹۱۸ منتشر شد.
از بازیگران این فیلم می‌توان به لری سمون، استن لورل، مج کربی، ویلیام مک‌کال و ویلیام هابر اشاره کرد.